# Calmon
Calmon är en kommun i Brasilien.   Den ligger i delstaten Santa Catarina, i den södra delen av landet, 1 200 km söder om huvudstaden Brasília. Antalet invånare är 3 380.
I omgivningarna runt Calmon växer i huvudsak städsegrön lövskog. Runt Calmon är det mycket glesbefolkat, med 7 invånare per kvadratkilometer.